# Follegabrug
De Follegabrug is een ophaalbrug in Friesland, gebouwd 1961, nabij het dorp Follega in de gemeente De Friese Meren. De brug in de N354 overspant de Follegasloot. Ofschoon acht meter breed is de brug bij harde wind lastig te doorvaren omdat hij enigszins vrij in de wind ligt en bovendien niet dwars over het water loopt maar met een hoek van een booggraad of twintig.
In het jaar 1996 kwam er een nieuw bedieningshuis en sommige componenten werden vernieuwd. Sinds voorjaar 2021 wordt de brug op afstand bediend. In het kader van deze renovatie werden ook het bedieningswerk en de technische installatie vervangen.